# Ernst Heydemann
Ernst Wilhelm Helmut August Heydemann (né le 23 mars 1876 à Tessin et mort le 3 juillet 1930 à Rostock) est un homme politique allemand et de 1919 à 1930 et maire de la ville hanséatique de Rostock.

## Biographie
Ernst Heydemann est le fils du maire de la petite ville du Tessin près de Rostock. Il étudie le lycée de Neubrandenbourg, où il passe son Abitur en 1896. Ils suivent des études de droit à Heidelberg, Berlin et Rostock. Après le premier examen d'État en 1901, il passe le deuxième examen juridique en 1904 et du doctorat en 1905. De 1905 à 1919, il est sénateur à Schwerin et Altona.
En mai 1919, il est élu maire de Rostock et prend ses fonctions le 7 juillet 1919. Heydemann contribue largement à atténuer les conséquences de la Première Guerre mondiale dans la ville en introduisant la "communauté d'urgence de Rostock" et jouit d'une grande estime au sein de la population. Le 29 juin 1925, Heydemann, qui n'appartient à aucun parti, est élu maire de la ville. Il est le premier à porter ce titre dans l'histoire de la ville.
Une rue du Hansaviertel de Rostock porte son nom en son honneur.

## Famille
Le père de Heydemann, Karl Heydemann (de), est maire de (Bad) Sülze, puis du Tessin, plus tard président du tribunal régional de Güstrow et enfin président du tribunal régional supérieur de Rostock. Son frère Carl Heydemann (de) (1878-1939) est le dernier maire de Stralsund avant l'arrivée au pouvoir des nationaux-socialistes. Un autre frère, Heinrich Heydemann (de) (1881-1973) est sénateur de la police, puis maire de Güstrow.